# Беспокойные года
«Беспокойные года» (англ. The Restless Years) — нуаровая мелодрама режиссёра Хельмута Койтнера, которая вышла на экраны в 1958 году.
Фильм рассказывает о 16-летней девушке Мелинде Грант (Сандра Ди), которая живёт в маленьком городке со своей одинокой замкнутой матерью (Тереза Райт). Из-за того, что она рождена вне брака, Мелинда не может занять достойное место среди сверстников. Однажды на неё обращает внимание новичок в школе Уилл Хендерсон (Джон Сэксон), что позволяет девушке раскрепоститься и даже получить главную роль в школьной пьесе. Однако это возмущает ведущую девушку в классе, которая устраивает скандал, в результате которого Уилл со своей семьёй вынужден уехать из города.
После выхода на экраны фильм был хорошо принят как критикой, так и зрителями, однако современные киноведы склонны рассматривать его как одну из многих мыльных опер о моральных проблемах в маленьких городах, сделанных в духе фильма «Пейтон Плейс» (1957).
В этом фильме свою первую главную роль сыграла Сандра Ди.

## Сюжет
В небольшом американском городке Либертивилль 16-летняя Мелинда Грант (Сандра Ди) подвергается насмешкам со стороны других учеников старших классов, которые не принимают её в свою компанию, потому что она является незаконнорождённым ребёнком. Расстроенная Мелинда очень близка со своей одинокой, робкой и застенчивой матерью Элизабет (Тереза Райт), которая уверяет дочь, что у неё был отец, но он умер, когда она была маленьким ребёнком. Мать очень заботится о Мелинде, хотя и шьёт ей не по возрасту детские платьица, а дочь делает перед матерью вид, что у неё всё хорошо и она прекрасно проводит время с друзьями. Однажды Элизабет навещает учительница Мелинды мисс Робсон (Вирджиния Грей), которая уговаривает мать разрешить дочери принять участие в школьной постановке пьесы Торнтона Уайлдера «Наш городок». Хотя Мелинде хочется сыграть в спектакле, она, чувствуя внутреннее напряжение матери, отказывается, что расстраивает мисс Робсон. Элизабет ежедневно проверяет содержание почтового ящика, ожидая письмо, однако оно никак не приходит.
Вскоре Мелинда с разрешения матери отправляется на школьные танцы, где самая популярная пара учеников — Полли Фишер (Луана Паттен) и Брюс Митчелл (Джоди Маккри) — смотрят на неё свысока и не хотят с ней общаться. Когда Полли отказывается танцевать с новым учеником Уиллом Хендерсоном (Джон Сэксон), тот обращает внимание на одинокую Мелинду, и они вдвоём отправляются на прогулку. Прямой и открытый Уилл рассказывает, что его дед по материнской линии был писателем. Отец же является торговым агентом, и потому за свои 17 лет Уилл успел пожить в семнадцати различных городах. Поскольку отец Уилла родился в этом городе, его перевели сюда, чтобы он воспользовался своими связями и наладил в городе бизнес своей компании. Мелинда в свою очередь рассказывает, что её отец был музыкантом, который давно умер. Она никогда не выезжала за пределы Либертивилля, и мечтает посмотреть мир. Когда в парке Уилл приглашает Мелинде пройтись к заброшенной эстраде на холме, та категорически отказывается, так как мать запретила ей туда ходить. Вечером, когда Уилл отвозит Мелинду домой, Брюс с друзьями на машине преследует их, вытесняя с дороги и сталкивая машину Уилла в кювет. Немного поиздевавшись и подразнив парочку, парни уезжают. Уилл едет дальше, однако, не доехав до своего дома, Мелинда благодарит Уилла и просит её дальше не провожать.
Тем временем Эд Хендерсон (Джеймс Уитмор), отец Уилла, приходит к отцу Полли Алексу Фишеру (Алан Бакстер), который был его школьным другом, с просьбой помочь ему установить деловые связи с влиятельными людьми города, и, в частности, представить его своим друзьям из загородного клуба. Алекс, который стал одним из богатых и влиятельных людей города, сдержанно обещает Эду чем-нибудь помочь. Уходя, Эд сталкивается в дверях с пьяной и злобно настроенной женой Алекса Лорой (Дороти Грин), которая, не обращая на него внимания, поднимается в свою комнату. Вернувшись домой, Эд чувствует себя униженным, однако понимает, что эта работа представляет ему последний шанс добиться достойного положения в бизнесе. Дороти (Маргарет Линдси), жена Эда, советует ему не пытаться делать карьеру, а принять предложение и стать начальником отдела супермаркета в Толедо, где у них будет свой дом с садом и спокойная жизнь. Однако Эд не хочет уступать и отказывается. Когда появляется Уилл, Дороти сравнивает Эда со своим отцом, известным писателем, после чего внушает сыну, чтобы он всегда соглашался в жизни только на самое лучшее. Когда в разговоре Уилл упоминает, что дружит с Мелиндой, родители настаивают, чтобы он перестал общаться с девушкой из неблагополучной семьи. Вместо этого Эд уговаривает сына сойтись поближе с Брюсом, отец которого возглавляет школьный совет, Полли и другими учениками с богатыми родителями. Это, по словам Эда, помогло бы ему установить необходимые контакты и добиться положения в городе.
На следующий день в классе мисс Робсон проводит отбор на роли в спектакле «Наш городок». На роль главного героя бесспорным претендентом является Брюс, а на главную женскую роль класс среди двух кандидаток голосованием выбирает Полли. Несмотря на усилия мисс Робсон и Уилла, Мелинда отказывается пробоваться на роль. Уилл и Мелинда затем вместе обедают на улице, где Уилл деликатно спрашивает о том, всё ли в порядке с Элизабет. После этих слов Мелинда неожиданно яростно набрасывается на него, а затем начинает рыдать, и Уилл утешает её. Он обнимает Мелинду и, когда они ложатся на землю, Уилл несколько раз целует её, после чего Мелинда отталкивает его и убегает. На следующем занятии Брюс читает текст с претендентками на главную роль. Мелинда наконец решается принять участие в пробах, и своей страстной игрой легко превосходит Полли и производит сильное впечатление на Брюса. Когда мисс Робсон назначает Мелинду на главную роль, это вызывает недовольство Полли. Тем не менее, она и Брюс немедленно берут Мелинду в свою компанию. Расстроенный Уилл бредёт за ними следом, а затем заходит в соседнее кафе, не обращая внимание на заигрывание с ним молодой привлекательной официантки.
Ночью Элизабет шьёт дома. Когда Мелинда выходит из своей комнаты, мать находит у неё в кровати томик «Нашего городка» с фотографией главной героини в подвенечном платье, после чего решает сделать дочери такое же. Мелинде приятно, что мать с энтузиазмом берётся за эту работу, тем самым поддерживая её желание сыграть в спектакле. На следующее утро мать, как обычно, проверяет содержание почтового ящика, однако не отвечает Мелинде на вопрос, что она ожидает получить. В этот момент к их дому на машине подъезжает Уилл. Он знакомится с Элизабет и спрашивает, пойдёт ли она в школу на родительскую вечеринку. Затем он извиняется перед Мелиндой за то, что попытался её поцеловать, после чего получает от неё согласие встретиться на следующий день и уезжает. Элизабет понравился Уилл, тем не менее, она предупреждает дочь, чтобы та была очень осторожна в общении с молодыми парнями, а затем начинает плакать. Тем временем Уилл возвращается домой, заявляя отцу, что тот не прав, и Элизабет — совершенно нормальная женщина. Эд учит сына, что это не Чикаго, где каждый живёт сам по себе, а маленький грязный городок, где все про всех распространяют сплетни и при первой возможности готовы уничтожить друг друга. И потому, чтобы держаться на достойном уровне, Уиллу следует общаться с детьми влиятельных людей, такими как Полли. Уилл возражает, что Полли он не понравился, зато ему нравится Мелинда. Отец спрашивает, почему Уилл не пригласил его с матерью на родительскую вечеринку в школу, предположив, что сын стесняется их положения. Уилл отвечает, что просто ему не нравиться, когда кто-то навязывается другим людям. После ухода сына Эд с женой рассуждают о том, что Эду не надо было возвращаться в родной город, а лучше было бы согласиться на работу в Толедо.
Около школы Уилл встречает Мелинду, предлагая помочь ей отрепетировать роль. Когда Мелинда говорит, что с ней хотела увидеться Полли, Уилл предупреждает её, что Полли общается с ней не просто так, а с каким-то расчётом. Появляется Полли, которая приглашает Мелинду к себе домой. Полли показывает ей свою просторную квартиру, после чего они слушают музыку и танцуют. Затем Полли просит Мелинду отказаться от роли, так как для неё очень важно получить эту роль, однако Мелинда не уступает ей, говоря, что для неё роль также важна. В этот момент они слышат через стену, как Алекс отчитывает пьяную Лору за то, что своим поведением она вредит его репутации в городе. Он требует, чтобы Лора привела себя в порядок перед походом на родительскую вечеринку этим вечером. Лора резко отвечает, что Алекс думает только о себе, и когда он почти срывается, собираясь её ударить, Лора обзывает мужа «свиньёй». Разговор родителей очень расстраивает Полли. Позднее в тот же день Мелинда и Уилл направляются в парк, чтобы порепетировать роль, при этом Мелинда берёт с собой коробку с платьем. Начав работать над текстом, Уилл просит Мелинду надеть платье, в котором она будет играть в спектакле. Мелинда уходит за эстраду, где переодевается в свадебное платье, и когда она появляется, Уилл приходит в восторг от её красоты. Затем они читают текст, и в ходе работы Уилл обнимает Мелинду, и они целуются. Однако Мелинда быстро останавливается, и уходит за эстраду, чтобы переодеться в обычное платье. Когда она раздевается и кричит что-то Уиллу, тот направляется к ней. Это замечает Полли, которая наблюдает за парой из-за кустов.
Вечером Мелинде с помощью мисс Робсон с трудом удаётся уговорить мать пойти на родительскую вечеринку в школу, и когда Элизабет появляется в зале, многие признаются, что не видели её много лет. Алекс приходит с дочерью, сообщая, что Лора не смогла прийти, так как у неё болит голова. Эд просит сына пойти познакомить его с мистером Митчеллом, и когда тот отказывается, Эд сам идёт на разговор с председателем совета школы, предлагая ему закупить новые кондиционеры. Митчелл вежливо просит его зайти по этому вопросу к нему на следующий день. Уилл хочет остановить отца, однако мать сдерживает его, вовлекая его в разговор. Полли просит Мелинду пойти с ней поговорить в раздевалку, где сначала по-дружески, а затем довольно жёстко требует уступить ей главную роль в спектакле. Когда Мелинда отказывается, Полли угрожает рассказать всем, что видела, чем она занималась вместе с Уиллом около эстрады, однако Мелинда отвечает, что не делала ничего предосудительного. В этот момент в раздевалке появляется Уилл, и когда разъярённая Полли уходит, он хватает её за руки и толкает. Полли спускается в зал и громко заявляет другим ученикам, что Уилл только что чуть не ударил её по лицу, а затем рассказывает, что видела, как около эстрады Мелинда была с Уиллом и снимала при нём платье. Брюс идёт в раздевалку и набрасывается на Уилла. Между парнями начинается драка, в ходе которой Уилл в конце концов одерживает верх, разбивая Брюсу нос и посылая в нокдаун. На шум в зале собираются родители, а Уилл отправляется на поиски Мелинды. Эд спрашивает сына, как объяснить происшедшее собравшимся, на что Уилл предлагает ему показать всем, что он его отец. Алекс и мистер Митчелл угрожают арестовать Уилла, обвиняя его не только в том, что он толкнул Полли и избил Брюса, но и в том, что он был близок с 16-летней девушкой. Однако Эд отвечает, что они подменяют своими измышлениями разборки между подростками, после чего заявляет, что их семья уезжает из города. Перед уходом Эд предупреждает всех, что если кто-либо полезет к его сыну, то он лично свернёт ему шею. В машине Дороти благодарит Эда за то, что тот защитил сына. Она предлагает мужу всё-таки принять менеджерскую должность в Толедо, и Эд выражает ей признательность за поддержку.
Уилл догоняет Мелинду около эстрады, успокаивая её тем, что ей не в чём себя винить. Он говорит, что они любят друг друга, и этого стыдиться не надо. Уилл обещает вернуться за ней, после чего всё в их жизни наладится. Они обнимают и целуют друг друга. В этот момент появляется страдающая Элизабет, которая кричит и падает на землю. Уилл и Мелинда догадываются, что в этом месте случилось что-то важное для Элизабет, что связано с письмами, которые она каждый день ждёт. Элизабет вспоминает, что когда-то давно встречалась здесь с музыкантом, который уехал и обещал за ней вернуться. После того, как он исчез, Элизабет испытала такое унижение, что всю жизнь прожила в страхе общественного порицания. Теперь она опасается, что то же самое случится и с Мелиндой, однако Уилл уверяет Элизабет, что они с Мелиндой любят друг друга, и он обязательно вернётся. Элизабет говорит, что верит ему и падает в слезах. Проходит некоторое время, и Мелинда с радостью видит, что Мелинда получила своё письмо.

## В ролях
- Джон Сэксон — Уилл Хендерсон
- Сандра Ди — Мелинда Грант
- Тереза Райт — Элизабет Грант
- Джеймс Уитмор — Эд Хендерсон
- Луана Паттен — Полли Фишер
- Маргарет Линдси — Дороти Хендерсон
- Вирджиния Грей — мисс Робсон
- Джоди Маккри — Брюс Митчелл
- Алан Бакстер — Алекс Фишер
- Хейден Рорк — мистер Бут
- Дороти Грин — Лора Фишер

## Создатели фильма и исполнители главных ролей
Как написала историк кино Лоррейн Лобьянко, продюсер Росс Хантер принимал активное участие в кинокарьере бывшей ребёнка-модели Сандры Ди. Для того, чтобы снять её в этом фильме на студии Universal в 1957 году Хантер подписал с Ди личный контракт. Студия однако посчитала, что Сандра ещё не готова для работы, и продюсер отдал актрису в аренду на два фильма на студию Metro-Goldwyn-Mayer. Лишь после этих двух фильмов Universal подписала с Ди контракт, «в результате чего она стала одной из последних контрактных актрис в истории студии Universal». В этой картине Ди сыграла свою первую главную роль, после чего сделает ещё несколько успешных картин в 1950-60-е годы, среди них мелодрама «Имитация жизни» (1959), а также молодёжные романтические комедии «Гиджет» (1959), «Когда приходит сентябрь» (1961), «Если отвечает мужчина» (1962), «Возьмите её, она моя» (1963) и «Это забавное чувство» (1965).
На роль режиссёра Хантер избрал выходца из Германии Хельмута Койтнера, который был известен постановкой у себя на родине музыкальной мелодрамы «Улица Большая свобода, 7» (1944) и романтической комедии «Под мостами» (1946), а также позднее — военной драмы «Генерал дьявола» (1955), комедии «Сила мундира» (1956) и романтической комедии «Монпти» (1957) с Роми Шнайдер в главной роли. Этот фильм стал режиссёрским дебютом для Койтнера в США.
Это был первый из трёх совместных фильмов Джона Сэксона с Сандрой Ди. Они также сыграли вместе в романтической комедии «Дебютантка поневоле» (1958) и детективе «Портрет в чёрных тонах» (1960). Впоследствии Сэксон более всего запомнился по ролям в вестерне «Джо Кидд» (1972) с Клинтом Иствудом, криминальном экшне «Выход Дракона» (1973) с Брюсом Ли, а также в фильмах ужасов «Чёрное рождество» (1974), «Дрожь» (1982), «Кошмар на улице вязов» (1984) и «От заката до рассвета» (1994).
В фильме также сыграли звёзды кино 1940-х годов Тереза Райт и Вирджиния Грей. Райт номинировалась на «Оскары» за роли в фильмах «Маленькие лисички» (1941) и «Гордость янки» (1942) и завоевала «Оскар» за роль второго плана в фильме «Миссис Минивер» (1942). Также она известна по двум триллерам, где сыграла в паре с Джозефом Коттеном — «Тень сомнения» (1943) Хичкока и «Стальная ловушка» (1952), а также военной мелодраме «Лучшие годы нашей жизни» (1946).
Вирджиния Грей сыграла во множестве криминальных фильмов и фильмов нуар, среди них «Убийство на Центральном вокзале» (1942), «Странники в ночи» (1944), «Как по маслу» (1946), «Угроза» (1949) и «Шоссе 301» (1950).

## История создания фильма
Фильм основан на пьесе Патриции Джоудри (англ. Patricia Joudry) «Научи меня плакать» (англ. Teach Me How to Cry) (1955).
Рабочими названиями этого фильма были «Научи меня плакать», «Чудесные годы» (англ. The Wonderful Years) и «Эстрада» (англ. Bandstand) .
Согласно информации «Голливуд Репортер» от августа 1957 года, на роль Полли Фишер пробовалась Джиджи Перро, а на роль Элизабет Грант рассматривалась Дороти Макгуайр.
По меркам студии Universal Pictures картина была сделана очень быстро, весь производственный цикл охватил период с августа по конец сентября 1957 года. Однако он был выпущен на экраны более чем год спустя, в декабре 1958 года.

## Оценка фильма критикой
Как отметила Лоррейн Лобьянко, «фильм добился крепких результатов в прокате и получил хорошие отзывы от критики и профессиональных изданий, таких как Motion Picture Daily, который был восхищён такими „опытными исполнителями“, как Райт, Уитмор и Линдси, а также „яркими новичками“, такими как Джон Сэксон, Сандра Ди, Луана Паттен и Джоди Макри».
Современный обозреватель журнала Variety высоко оценил картину за «поэтичность и чувственность в передаче юношеской неудовлетворённости». Другой современный критик Леонард Молтин дал фильму негативную оценку, назвав его «непомерно раздутым реликтом своей эпохи» и «клоном „Пейтон Плейс“». Карл Уильямс охарактеризовал картину как «мыльную мелодраму о юношеском романе в маленьком городке недалёких нравов в 1950-е годы», которая напоминает «Пейтон Плейс» (1957).
Лобьянко отметила, что это был «один из многих фильмов 1950-х годов, которые рассматривали проблемы как подростков, так и морально неустойчивых взрослых, а также мелочность и ничтожество, царящие в маленьких городках». Картина представляет собой «мыльную оперу в русле „Пейтон Плейс“, где у каждого есть тайна и практически каждый что-то замышляет или кого-то предаёт либо ради финансового господства, либо ради продвижения по карьерной лестнице, либо ради такой малости, как главная роль в школьной пьесе». Лобьянко указывает также, что в фильме «много сексуального подтекста, в частности, в тех сценах, когда Мелинда избегает какой-либо возможной близости с парнем после того, как получает зловещее предупреждение от матери, а также когда её ложно обвиняют в том, что она занималась любовью с Уиллом, и наконец, когда она узнаёт правду о своём происхождении и своём отце».